# Архиепархия Мапуту
Архиепархия Мапуту (лат. Archidioecesis Maputensis) — архиепархия Римско-Католической церкви с центром в городе Мапуту, столице Мозамбика. В митрополию Мапуту входят епархии Иньямбане и Шаи-Шаи. Кафедральным собором архиепархии Мапуту является Собор Непорочного Зачатия. С 5 мая 2023 года архиепископ Мапуту — Жуан Карлуш Натоа Нуньес.

## История
Святой Престол учредил апостольскую администратуру 21 января 1612 года бреве In supereminenti римского папы Павла V на территории, выделенной из архиепархии Гоа (ныне — архиепархия Гоа и Дамана).
В 1783 году апостольская администратура Мозамбика была возведена в ранг территориальной прелатуры.
18 июня 1818 года территориальная прелатура Мозамбика уступила часть своей территории в пользу новоучреждённого апостольского викариата Мыса Доброй Надежды и сопредельных территорий (в настоящее время — архиепархия Кейптауна).
4 сентября 1940 года папа Пий XII издал буллу Sollemnibus Conventionibus, которой возвёл территориальную прелатуру Мозамбика в ранг митрополии-архиепархии с названием архиепархия Лоренсу-Маркиша, в то же время выделив часть её территории в пользу новоучреждённых епархий Бейры и Нампулы (ныне — архиепархии).
3 августа 1962 года и 19 июня 1970 года архиепархия уступила часть своей территории в пользу новоучреждённых епархий, соответственно, Иньямбане и Жуан-Белу (в настоящее время — епархия Шаи-Шаи).
18 сентября 1976 года архиепархия получила нынешнее название.

## Ординарии
- епископ Maria José a Santo Tomas, O.P. (18 июля 1783 — † 18 июля 1801);
- епископ Vasco José a Domina Nostra de Bona Morte Lobo, C.R.S.A. (26 июня 1805 — 17 декабря 1811);
- епископ Joaquim de Nossa Senhora de Nazareth Oliveira e Abreu, O.F.M. (17 декабря 1811 — 23 августа 1819), назначен епископом Сан-Луиш-до-Мараньяна;
- епископ Bartholomeu de Martyribus Maya, O.C.D. (10 ноября 1819 — † 1828);
  - Sede Vacante (1828—1883);
- епископ Antonio Tomas da Silva Leitão e Castro (30 января 1883 — 27 марта 1884), назначен епископом Анголы и Конго;
- епископ Enrico Giuseppe Reed da Silva (27 марта 1884 — 14 марта 1887), назначен епископом Сан-Томе Мелапора;
- епископ Antonio Dias Ferreira (14 марта 1887 — 1 июня 1891), назначен епископом Анголы и Конго;
- епископ António José de Souza Barroso (1 июня 1891 — 15 сентября 1897), назначен епископом Сан-Томе Мелапора;
- епископ Sebastião José Pereira (7 ноября 1897 — 17 июля 1900), назначен епископом Дамана;
- епископ Antonio José Gomes Cardoso (17 декабря 1900 — 21 июня 1901), назначен епископом Анголы и Конго;
- епископ António Moutinho (18 августа 1901 — 14 ноября 1904), назначен епископом Сантьягу-де-Кабо-Верде;
- епископ Francisco Ferreira da Silva (14 ноября 1904 — † 8 мая 1920);
- епископ Joaquim Rafael Maria d'Assunçâo Pitinho (16 декабря 1920 — 15 ноября 1935), назначен епископом Сантьягу-де-Кабо-Верде;
- кардинал Теодозиу Клементе де Гувейя (18 мая 1936 — † 6 февраля 1962);
- архиепископ Custódio Alvim Pereira (3 августа 1962 — 26 августа 1974);
- кардинал Алешандри Жозе Мария душ Сантуш, O.F.M. (23 декабря 1974 — 22 февраля 2003);
- архиепископ Франсишку Шимойо (22 февраля 2003 — 5 мая 2023);
- архиепископ Жуан Карлуш Натоа Нуньес (с 5 мая 2023 года).

## Суффраганные диоцезы
- Диоцез Иньямбане
- Диоцез Шаи-Шаи

## Источник
- Annuario Pontificio, Libreria Editrice Vaticana, Città del Vaticano, 2003, ISBN 88-209-7422-3
- Benedito Marime. Arquidiocese do Maputo: sessenta anos de história (1940 a 2000) / Catholic Church: Archdiocese of Maputo, Mozambique. — Maputo: B. Marime, 2002. — 294 с.